# Sandugach (inslagkrater)
Sandugach is een inslagkrater op de planeet Venus. Sandugach werd in 1997 genoemd naar Sandugach, een Tartaarse meisjesnaam.
De krater heeft een diameter van 10 kilometer en bevindt zich in het quadrangle Atalanta Planitia (V-4) op Ananke Tessera.